# 浦本昌紀
浦本 昌紀（うらもと まさのり、1931年2月11日 - 2009年6月15日）は、日本の鳥類学者。和光大学名誉教授。

## 略歴
東京生まれ。1953年東京大学理学部動物学科卒、1959年旧東京都立大学大学院生態学博士課程満期退学。1960年、山階鳥類研究所研究員、1977年和光大学教授。2000年定年、名誉教授。
1966年、毎日出版文化賞（小原秀雄,小森厚共著『現代の記録・動物の世界』）受賞。1967年、日本鳥学会賞受賞（「森林鳥類のエネルギー消費に関する研究」 ）。

## 著書
- 『現代の記録動物の世界 第4巻 鳥類の生活』紀伊国屋書店　1966
- 『とり・さかな・かい』偕成社 幼年カラー百科 1974
- 『生物の世界 文研の学習図鑑 [1]　生物 くらしとしくみ』木村しゅうじ,田中豊美ほか絵　文研出版　1977

### 共編著
- 『現代の記録動物の世界 第1巻 20世紀の新発見』小森厚,小原秀雄共著 紀伊国屋書店 1964
- 『現代の記録動物の世界 第2巻 変わりゆく動物界』小森厚,小原秀雄共著　紀伊国屋書店 1965
- 『生物の世界 文研の学習図鑑 [5]鳥 くらしとなかま』共著 佐々木啓祐, 藪内正幸ほか絵 文研出版 1978
- 『世界の天然記念物 国際保護動物 第6-8巻　鳥類』編著　講談社　1989

### 翻訳
- ジョン・H.ストアラー『自然と生命のパレード』白揚社、1961
- D.ラック『ロビンの生活』安部直哉共訳 思索社 世界動物記シリーズ 1973
- デイヴィッド・ラック『ダーウィンフィンチ 進化の生態学』樋口広芳共訳 思索社 1974
- D.W.エーレンフェルド『自然保護学入門』小原秀雄共訳　共立出版・科学ブックス 1975
- アラン・エッカート『最後の一羽 オオウミガラス絶滅物語』大堀聡共訳　平凡社　1976
- B.クルテン『哺乳類の時代』小原秀雄共訳　平凡社　1976
- C.K.キャッチポール『鳥のボーカルコミュニケーション』大庭照代共訳 朝倉書店 1981
- アラン・ムーアヘッド『ダーウィンとビーグル号』早川書房　1982
- スティーヴン・ジェイ・グールド『ダーウィン以来 進化論への招待』寺田鴻共訳　早川書房　1984　のち文庫
- N.エルドリッジ, I.タッターソル『人類進化の神話』群羊社　1986
- ジョン・F.オーツ『自然保護の神話と現実 アフリカ熱帯降雨林からの報告』緑風出版　2006
- ヴァンダナ・シヴァ『食糧テロリズム 多国籍企業はいかにして第三世界を飢えさせているか』監訳 竹内誠也,金井塚務訳　明石書店　2006

## 論文
- <浦本昌紀